# Болгарское земское войско

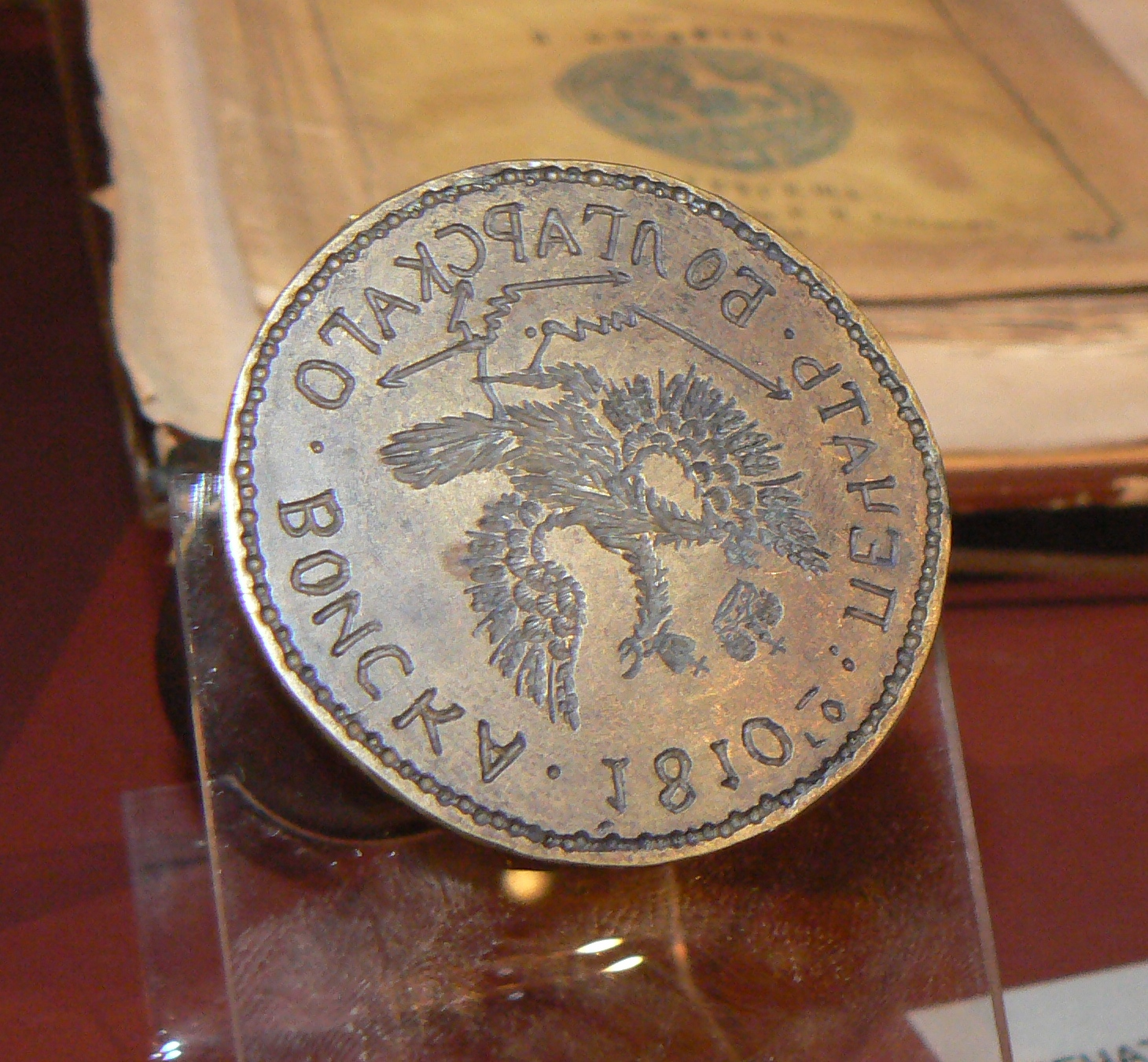
Печать Болгарского земского войска, 1810 г. экспонат на НИМ

Болгарское земское войско (болг. Българска земска войска) — отряд болгарских добровольцев, принимавший участие на стороне российской армии в Русско-турецкой войне (1806—1812). Многие из добровольцев до этого были частью греческого легиона.

## История
Отряд был сформирован в 1811 году, его возглавил грек Димитрис Ватикиотис. В его состав входят болгарские эмигранты из Валахии, Молдавии и Южной России, бежавшие из Болгарии во время беспорядков в Османской империи (в конце XVIII — начале XIX века).
В войне отряд участвует очень активно, в качестве самостоятельного войскового блока, имеет свои собственные команды, флаг и печать.
После подписания Бухарестского мирного договора 29 мая 1812 года отряд был расформирован.
После начала Отечественной войны 1812 года прошел повторный сбор Болгарского земского войска. В состав отряда вошли более 400 человек. После победы России отряд расформирован окончательно.
После освобождения Болгарии в 1878 году название «Болгарское земское войско» получила болгарская армия, созданная из отрядов добровольцев и ополченцев 15 июля 1878 года в Княжестве Болгария.